# Eumorphus dilatatus turritus
Eumorphus dilatatus turritus es una subespecie de coleóptero de la familia Endomychidae.

## Distribución geográfica
Habita en Singapur y Borneo.